# Divizor
Un număr x este numit divizor al altui număr y, dacă y se poate scrie ca produsul dintre x și un alt număr întreg t.
- Dacă a este un număr întreg vom numi numărul b divizor al lui a dacă există numărul c întreg astfel ca a = b · c și se scrie b | a, de asemenea c | a.
- Exemplu: 2 este divizor pentru 6 pentru că 6 = 2 · 3. Se scrie 2 | 6.
- 1 | n, n | n și n | 0 pentru orice număr întreg;
- un număr prim are doi divizori naturali.

## Mulțimea divizorilor
- Mulțimea divizorilor lui a  este formată din toți divizorii lui a. 
  - Notație Da.
  - Exemplu : D6 = { -6, -3, -2, -1, 1, 2, 3, 6 }, D5 = {-5, -1, 1, 5} ; 5 este număr prim pentru că are doi divizori naturali.
- Numărul divizorilor:
  - Dacă {\displaystyle n=p_{1}^{k_{1}}\cdots p_{r}^{k_{r}}} este descompunerea în factori primi distincți ai lui n ,iar {\displaystyle p_{j},j={\overline {1,r}}} sunt numere prime distincte numărul divizorilor naturali se poate calcula cu formula : {\displaystyle \tau (n)=(k_{1}+1)\cdot (k_{2}+1)\cdots (k_{r}+1)}  .
- Suma divizorilor:
  - Dacă {\displaystyle n=p_{1}^{k_{1}}\cdots p_{r}^{k_{r}}} este descompunerea în factori primi distincți ai lui n, iar {\displaystyle p_{j},j={\overline {1,r}}} sunt numere prime distincte suma divizorilor naturali se poate calcula cu formula: {\displaystyle {\sigma (n)=\sum _{d|n}d\,\!}=\prod _{i=1}^{r}{\frac {p_{i}^{(k_{i}+1)}-1}{p_{i}-1}}}.
    - Exemplu: pentru n = 20 = 22 · 5  avem {\displaystyle \ \tau (20)=6} și {\displaystyle \ \sigma (20)=42}

Funcțiile de mai sus și indicatorul lui Euler sunt așa numite funcții aritmetice.
- CMMDC: cel mai mare divizor comun a două numere naturale a , b este un număr d ce verifică:
  - i) d | a , d | b (adică  este divizor comun).
  - ii) Dacă c | a și c | b atunci c | d (adică  d este cel mai mare divizor comun ).
    - Notație: d = (a,b).
    - Exemplu: (12, 18 ) = 6.
    - Dacă (a , b) = 1 se spune că a și b sunt prime între ele; (32, 15) = 1, deci 32 și 15 sunt prime între ele, sau altfel spus au ca factor comun doar pe 1.
    - Dacă un număr are doar un divizor atunci spunem despre el ca este număr prim.